# Kälemålen (naturreservat)
Kälemålen är ett naturreservat i Ydre kommun i Östergötlands län.
Området är naturskyddat sedan 2017 och är 25 hektar stort. Reservatet omfattar en del av höjden Kälemåla knapp och dess sydsluttningar norr om torpet Kälemålen. Reservatet består av barrskog med inslag av ädellövträd på höjderna och öppen betesmark nedanför.